# クリスチャン・ロレンツ
クリスティアン・ローレンツ（Christian Lorenz, 1966年11月16日 - ）こと通称フラーケ（Flake）はドイツのキーボード奏者。ロックバンド「ラムシュタイン」でキーボードを担当している。

## 来歴
東ベルリン出身。子供時代ピアニストになるための教育を受けていたが、向いていないと思っていた。
1983年、パウル・ランダース、Aljoscha Rompeと共にパンクバンドFeeling Bを結成。
1993年、パウルらに勧誘される形でTempelprayer加入。最初は加入を断っていたが、度重なる説得の末に加入した。
「ドクトル」は医者志望であったことからついたあだ名。絵画が趣味。娘がいる。キーボードはローランド使用。
「フラーケ」の通称は児童文学『小さなバイキング』の架空の村または主人公の民族の名称に由来している。

## ディスコグラフィ

### アルバム
- 2024年 Flake feiert Weihnachten – クリスマス・ソングのカバー集。発売に先んじてYouTubeチャンネルを立ち上げ、ミュージックビデオが公開されている。

### Feeling B
- 1989年 Hea Hoa Hoa Hea Hea Hoa（英語版）
- 1991年 Wir kriegen Euch alle（英語版）
- 1993年 Die Maske des Roten Todes（英語版）
- 2007年 Grün & Blau（英語版）

## 著書
- Flake『Der Tastenficker. An was ich mich so erinnern kann』. Schwarzkopf & Schwarzkopf, Berlin 2015, ISBN 978-3-86265-439-0.
- Flake『Heute hat die Welt Geburtstag』. S. Fischer, Frankfurt am Main 2017, ISBN 978-3-10-397263-4.
  - フラーケ『きょうは世界の誕生日』訳:小林和貴子 東宣出版 2022, ISBN 978-4-88588-106-0